# 上两乡
上两乡，是中华人民共和国四川省巴中市南江县曾经下辖的一个乡。2019年12月，撤销上两乡，将其所属行政区域划归桥亭镇管辖。

## 行政区划
上两乡撤销前下辖以下地区：
上两社区、光明社区、庙垭村、桂花园村、洋滩村、上两村、文家梁村、周坪村、后坝村和新河村。